# Universidad Kyonggi
- Wikimedia Commons alberga una categoría multimedia sobre Universidad Kyonggi.

La Universidad de Kyonggi es una institución privada de educación superior acreditada de Corea del Sur, establecida en 1947. Kyonggi cuenta con más de 17.000 estudiantes en carreras en los programas de pregrado y postgrado en dos campus, Seúl y Suwon. El campus principal se encuentra en Suwon, que es una ciudad ubicada a 30 kilómetros de la capital Seúl. El campus de Seúl se encuentra en el centro de Seúl.
La Universidad de Kyonggi cuenta con 11 colegios que contienen 63 programas de estudio y 12 escuelas de postgrado que ofrecen mayores. La fuerza en los programas de investigación y académicos de Kyonggi encuentra en Turismo, Hotelería, Arte y Diseño, Negocios, Estudios Internacionales, Ingeniería Ambiental, Ingeniería y Arquitectura. KGU enseña algunas asignaturas en Inglés.
Kyonggi ha establecido una relación de hermandad universitaria con 152 universidades en 31 países. KGU tiene un programa de idioma coreano. Más de 650 estudiantes internacionales estudian en Kyonggi.

## Historia
Fundador: Sang-kyo Son
- 1947 - Escuela Choyang Kindergarten del Maestro
- 1957 - Instituto de Kyonggi
- 1964 - Kyonggi College, Seúl
- 1979 - Suwon Campus abrió
- 1984 - Kyonggi Colegio actualizado a la Universidad Kyonggi

## Escuelas de Posgrado
| - Medicina Alternativa - Arquitectura - Arte y Diseño - Educación - Tecnología Industrial e Información - Información y Comunicación - Estudios Internacionales | - Política y Política - Administración Pública - Administración de Empresas de servicio - Bienestar Social - Ciencias del Deporte - Dirección de Empresas Turísticas - Artes Tradicionales |

- Datos: Q483189
- Multimedia: Kyonggi University / Q483189